# Herminia protumnusalis
Herminia protumnusalis là một loài bướm đêm trong họ Noctuidae.